# Batalha de Degsastan
A Batalha de Degsastan ocorreu aproximadamente em 603 perto da vila de Degsastan, na qual o exército do Rei da Bernícia, Etelfrido, derrotou o exército do Rei de Dál Riada, Áedán. Este foi um dos conflitos com o maior número de participantes nas batalhas do período anglo-saxão da história britânica.

## Descrição

### Local da batalha
A batalha em Degsastan ("pedra de Degsa"; em inglês antigo:  Degstan) é relatada em várias fontes históricas medievais: na "História Eclesiástica do Povo Inglês", pelo venerável Beda, na "Crônica Anglo-Saxônica" e nos anais irlandeses. No entanto, a brevidade dessa evidência torna difícil apontar o local exato da batalha. Os assentamentos modernos de Dawstane em Lothian, Tickston em Northumberland e Dowstein (perto de Jedburgo) são consideradas como opções possíveis.

### Fundo

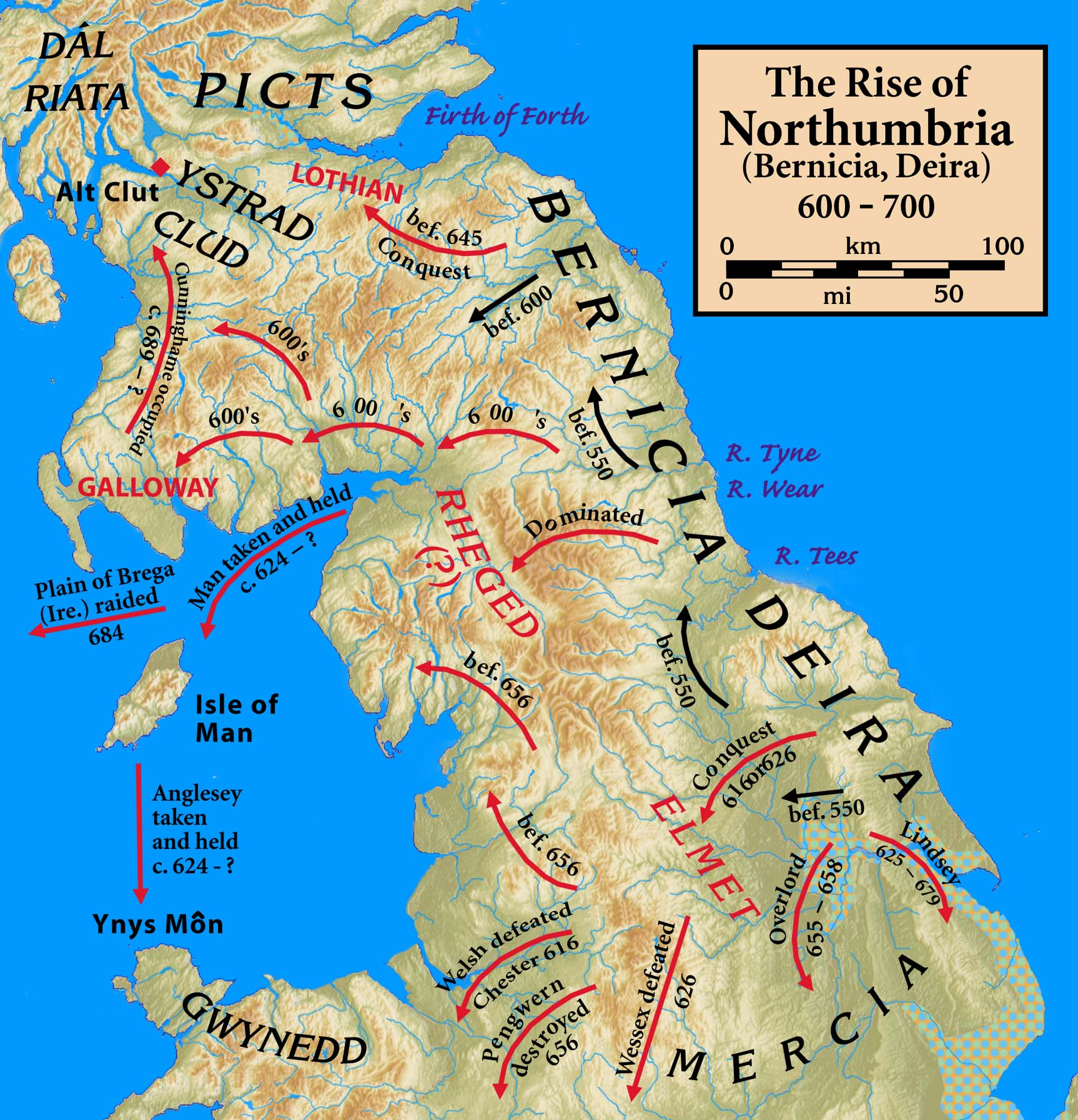
Expansão da Nortúmbria no século VII

Desde o momento de sua ascensão ao trono da Bernícia em 593, Etelfrido começou a travar guerras de conquista. Seu principal alvo eram as terras dos reinos de Dál Riada e Fortriu localizados ao norte de suas possessões, e as regiões a leste pertencentes aos governantes de Reged, Strathclyde e Gododdin. Em 603, o rei da Bernícia já tinha vasta experiência em ação militar contra escotos e britanos. De acordo com o venerável Beda, "o mais forte e glorioso Rei Etelfrido ... oprimiu os britanos mais do que outros governantes dos anglos". Entre as batalhas que precederam a batalha de Degsastan, a maior foi a batalha de Catraeth. A maioria dos pesquisadores modernos atribui a vitória aos anglos , mas também há uma opinião de que eles foram derrotados pelos britanos.
Segundo o testemunho de Beda, desejando pôr fim aos ataques dos anglo-saxões às suas possessões, o rei de Dal Riada, Áedán, em 603 reuniu um grande exército, superior ao exército de Etelfrido. O número aproximado de tropas de Áedán é estimado em mais de 2 mil soldados. Provavelmente, o exército do governante de Dal Riada consistia não apenas de escotos sob seu controle, mas também incluía os destacamentos de seus aliados britanos de Strathclyde e dos irlandeses. Com este exército, o rei Áedán invadiu o domínio de Etelfrido.

### O curso da batalha
Não se sabe se o rei Etelfrido participou pessoalmente da batalha de Degsastan: fontes medievais apenas sugerem tal possibilidade.  Em uma das edições do "Crônica Anglo-Saxônica" é relatado que "à frente do exército estava Hering, filho de Hussa".. Este texto não permite saber exatamente de que lado lutou o filho do ex-rei da Bernícia. De acordo com uma opinião, ele estava entre os generais do rei Etelfrido, já que se sabe que o exército de Dál Riada era comandado por Áedán. De acordo com outra opinião, Hering era inimigo de Etelfrido, que o privou do direito de tomar o trono de seu pai. Supõe-se que Áedán pretendia não apenas derrotar Etelfrido na batalha, mas também, possivelmente, elevar seu aliado Hering ao trono da Bernícia.
Embora os detalhes da batalha dificilmente sejam mencionados nas fontes históricas medievais, os historiadores modernos estão tentando reconstruir seu curso. De acordo com sua suposição, as principais forças dos escotos e britanos, lideradas pelo rei Áedán, estavam no centro. O flanco direito do exército do rei de Dál Riada era de irlandeses sob o comando de Máel Umai mac Báetáin, irmão do Grande Rei da Irlanda Colmán Rímid; à esquerda, a cavalaria britana. À frente dos irlandeses estava o destacamento do irmão do rei Etelfrido; no centro, em uma colina, estão as principais forças dos anglos; no flanco direito estão atiradores de lanças. Atrás do exército principal dos anglos havia uma reserva, e um destacamento de arqueiros cobriu o flanco esquerdo do batalhão do irmão do rei da Bernícia.
Com base em evidências de fontes celtas de outras batalhas medievais antigas, presume-se que Áedán tentou flanquear o exército anglo na colina. Ele teve sucesso parcial, no entanto, como resultado de um golpe infligido pelos comandantes britanos no centro do exército dos escotos e britanos, a formação dos soldados de Áedán foi anulada. Após isso, os aliados do rei de Dál Riada foram derrotados.
Como resultado da batalha em Degsastan, o rei Áedán sofreu uma derrota esmagadora. A maioria de seus guerreiros caiu no campo de batalha. O próprio rei teve que fugir..
De acordo com vários historiadores, dois filhos de Áedán, Bran e Domangart, também foram mortos na batalha. No entanto, o detalhe insuficiente das evidências sobre este evento, contidas nos Anais de Tigernachus e na Vida de São Columba escritos por Adomnano, sugere que os filhos do governante de Dál Riada poderiam ter morrido durante algum outro conflito armado.
Embora os anglos tenham sofrido pesadas perdas, os historiadores acreditam que o único sucesso significativo dos britanos na batalha de Degsastan foi a morte do irmão de Etelfrido, que morreu junto com toda a sua comitiva. Beda, o Venerável, chama o falecido de príncipe Teodbaldo e os anais irlandeses de Enfreet. Nos anais, é relatado que a morte do irmão do rei da Nortúmbria foi o irlandês Mael Umay mak Baetain, da família Kenel Eogain. Em uma das fontes medievais é erroneamente relatado que o próprio Mael Umai morreu no campo de batalha, porém, na realidade, ele conseguiu escapar. De acordo com os anais irlandeses, Mael Umai morreu em 608 ou 610.

### Resultado
A Batalha de Degsastan foi o último grande conflito armado entre os escotos e os anglos durante a conquista anglo-saxã da Grã-Bretanha. De acordo com o testemunho de Beda, que escreveu no primeiro terço do século VIII, “desde aquela época até os dias atuais, nenhum rei escoto na Grã-Bretanha ousou lutar contra o povo dos anglos”. A menção da batalha de Degsastan neste contexto atesta o fato de que durante o tempo de Beda esta batalha foi considerada pelos anglo-saxões como uma grande vitória, que teve um papel significativo em sua história.
Os historiadores modernos atribuem isso ao fato de que, apesar da derrota, o reino de Dál Riada permaneceu forte o suficiente para oferecer resistência obstinada aos governantes da Nortúmbria. Provavelmente, novos confrontos com um rival forte não fazia parte dos planos de Etelfrido. Desde aquela época, a política do governante da Nortúmbria tinha como objetivo tomar posse dos territórios localizados ao sul e a leste de suas possessões. Aqui ele logo alcançou um sucesso significativo: após derrotar o exército britano na Batalha de Chester, Etelfrido anexou terras até os rios Humber e Trent.
Por sua vez, incapazes de expandir seus territórios controlados ao sul, os governantes de Dál Riada lideraram a expansão para as terras de Fortriu a leste. Este processo, que começou após a batalha de Degsastan, terminou na primeira metade do século IX com a criação de um único reino dos escotos e pictos - o futuro da Escócia.